# Tarnobrzeg Wąskotorowy
Tarnobrzeg Wąskotorowy – dawna wąskotorowa towarowa stacja kolejowa w Tarnobrzegu, w województwie podkarpackim, w Polsce.